# 埃迪特·齐默尔曼
埃迪特·齐默尔曼（德語：Edith Zimmermann，1941年11月1日—），奥地利女子高山滑雪运动员。她曾代表奥地利参加1964年冬季奥林匹克运动会高山滑雪比赛，获得女子滑降银牌。